# 화살집 (수학)

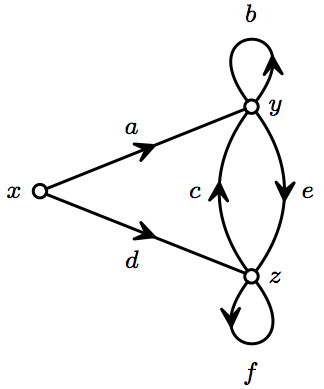
화살집의 예

그래프 이론과 범주론에서 화살집(영어: quiver 퀴버[*])은 유향 그래프의 개념의 일반화이며, 유향 그래프와 다중 그래프를 합친 것으로 여길 수 있다. 즉, 모든 변은 방향을 가지며, 두 꼭짓점 사이에 임의의 수의 변이 존재할 수 있다.

## 정의

### 기초적 정의
화살집 {\displaystyle (V,E,s,t)}은 다음과 같은 데이터로 주어진다.
- 집합 {\displaystyle V}. 그 원소를 꼭짓점(-點)이라고 한다.
- 집합 {\displaystyle E}. 그 원소를 변(邊)이라고 한다.
- 함수 {\displaystyle s,t\colon E\to V}. 변 {\displaystyle e\in E}에 대하여, {\displaystyle s(e)}를 {\displaystyle e}의 시점(始點, 영어: source, start)이라고 하며, {\displaystyle t(e)}를 {\displaystyle e}의 종점(終點, 영어: target)이라고 한다.

두 화살집 {\displaystyle (V,E,s,t)}, {\displaystyle (V',E',s',t')} 사이의 사상은 다음과 같은 데이터로 주어진다.
- 함수 {\displaystyle f\colon V\to V'}
- 함수 {\displaystyle g\colon E\to E'}

이는 다음 조건을 만족시켜야 한다.
- {\displaystyle \forall e\in E\colon (f(s(e)),f(t(e)))=(s'(g(e)),t'(g(e)))}

### 범주론적 정의
다음과 같은 작은 범주 {\displaystyle {\mathcal {Q}}}를 생각하자.
- {\displaystyle {\mathcal {Q}}}의 대상은 {\displaystyle E}와 {\displaystyle V} 두 개이다.
- {\displaystyle {\mathcal {Q}}}의 사상은 항등 사상 및 {\displaystyle \sigma ,\tau \colon V\to E}이다.

그렇다면, 화살집은 {\displaystyle {\mathcal {Q}}} 위의 준층
{\displaystyle F\colon {\mathcal {Q}}^{\operatorname {op} }\to \operatorname {Set} }
이며, 화살집 사상은 준층 사상(자연 변환)이다.
보다 일반적으로, {\displaystyle n\in \{0,1,\dotsc ,\infty \}}에 대하여, 다음과 같은 작은 범주 {\displaystyle {\mathcal {G}}_{n}}를 생각할 수 있다.
- {\displaystyle {\mathcal {G}}_{n}}의 대상은 {\displaystyle (E_{i})_{i<n}=(E_{0},E_{1},\dotsc )}이다.
- {\displaystyle {\mathcal {G}}_{n}}의 사상은 다음과 같은 사상들의 합성으로 주어진다.
{\displaystyle \sigma _{n}\colon E_{n}\to E_{n+1}}
{\displaystyle \tau _{n}\colon E_{n}\to E_{n+1}}

즉, {\displaystyle |\hom _{{\mathcal {G}}_{n}}(E_{a},E_{b})|=2^{b-a}}이다 ({\displaystyle a\leq b<n}).
- 이들은 다음과 같은 항등식을 만족시킨다.
{\displaystyle \sigma \circ \sigma =\tau \circ \sigma }
{\displaystyle \sigma \circ \tau =\tau \circ \tau }

이 경우, {\displaystyle {\mathcal {G}}_{n}} 위의 준층은 {\displaystyle n}-초화살집(영어: {\displaystyle n}-hyperquiver)이라고 한다.
이 경우, 1-초화살집은 화살집이며, 0-초화살집은 집합이다.

## 연산
모든 작은 범주는 (사상 합성과 항등 사상을 망각하면) 망각 함자를 통해 화살집을 이룬다. 이는 작은 범주의 범주 {\displaystyle \operatorname {Cat} }에서 화살집의 범주 {\displaystyle \operatorname {Quiv} }로 가는 함자를 이룬다.
{\displaystyle U\colon \operatorname {Cat} \to \operatorname {Quiv} }
이는 왼쪽 수반 함자
{\displaystyle U\colon \operatorname {Quiv} \to \operatorname {Cat} }
를 가지며, 이를 화살집으로 생성되는 자유 범주(영어: free category generated by a quiver)라고 한다. 구체적으로, 화살집 {\displaystyle Q=(V,E,s,t)}에 대응하는 자유 범주 {\displaystyle F(Q)}는 다음과 같다.
- {\displaystyle F(Q)}의 대상은 {\displaystyle Q}의 꼭짓점이다.
- {\displaystyle F(Q)}의 사상은 {\displaystyle Q}의 중복 가능 경로, 즉 다음 조건을 만족시키는 변의 열 {\displaystyle e_{1}e_{2}\dotsb e_{n}}이다 ({\displaystyle 0\leq n<\infty }).
{\displaystyle t(e_{i})=s(e_{i+1})\qquad (1\leq i<n)}
- 사상의 합성은 경로들의 연결이다.
- 항등 사상은 길이 0의 경로이다.

## 성질
화살집의 범주는 준층 범주이므로 그로텐디크 토포스를 이룬다.

### 표현
체 {\displaystyle K} 계수의, 화살집 {\displaystyle Q}의 표현(表現, 영어: quiver representation) {\displaystyle R}는 다음과 같은 데이터로 구성된다.
- 각 꼭짓점 {\displaystyle i\in {\mathsf {V}}(Q)}에 대하여, {\displaystyle K} 계수의 벡터 공간 {\displaystyle R(i)}
- 각 변 {\displaystyle e\colon i\to j}에 대하여, {\displaystyle K} 계수의 선형 변환 {\displaystyle R(e)\colon R(i)\to R(j)}

자연스럽게 {\displaystyle K} 계수의 {\displaystyle Q}의 표현의 범주 {\displaystyle \operatorname {Rep} (Q)}를 정의할 수 있다. 이는 아벨 범주를 이룬다. 이는 사실 {\displaystyle Q} 위의 화살집 대수 {\displaystyle K[Q]}({\displaystyle Q}로 생성되는 자유 범주의 범주 대수) 위의 왼쪽 가군 범주 {\displaystyle \operatorname {Mod} _{K[Q]}}와 동치이다.

## 역사
‘화살집’(독일어: Köcher 쾨허[*])이라는 용어는 화살집이 여러 개의 “화살”(즉, 방향을 갖는 변)들을 포함하기 때문에 붙었으며, 피에르 가브리엘(프랑스어: Pierre Gabriel, 1933~2015)이 1972년 논문에서 도입하였다. 이 논문에서 가브리엘은 다음과 같이 적었다.
| “ | Für einen solchen 4-Tupel schlagen wir die Bezeichnung Köcher vor, und nicht etwa Graph, weil letzterem Wort schon zu viele verwandte Begriffe anhaften. 이러한 4순서쌍에 대하여 ‘화살집’이라는 용어를 제안한다. 이는 예를 들어 ‘그래프’라는 용어는 이미 너무 많은 뜻을 갖기 때문이다. | ” |
|   | — :71, §1.1 |   |

## 같이 보기
- 군환
- 근접 대수
- 화살집 게이지 이론
- 원환 다양체